# Jogos inaugurais do Coliseu

Embora em ruínas, o Anfiteatro Flávio, conhecido popularmente como Coliseu, ergue-se como símbolo de Roma

Os jogos inaugurais do Coliseu tiveram lugar em Roma no ano 80, sob o mandato do imperador romano Tito, para celebrar a finalização da construção do Anfiteatro Flávio (do latim: Amphitheatrum Flavium), mais tarde conhecido como Coliseu. O imperador Vespasiano começou a construção do anfiteatro cerca do ano 70, e este foi completado por Tito pouco depois da morte de Vespasiano, no ano 79. Depois do curto reinado de Tito começar com vários meses de desastres, incluindo a erupção do Monte Vesúvio, um incêndio em Roma, e um surto de peste, o mesmo imperador inaugurou o edifício com uns jogos pródigos que duraram mais de cem dias.
Há poucas provas documentais da natureza dos jogos. Parece que seguiram o formato normal dos jogos romanos: veações (jogos com animais) na sessão da manhã, seguida das execuções de criminosos por volta do meio-dia e uma sessão da tarde reservada para as munera gladiatoria (combates de gladiadores) e a recriação de batalhas famosas. Os jogos com animais, nos quais participaram criaturas de todos os pontos do Império Romano, incluíam a caça de animais exóticos e pelejas entre diferentes espécies. Os animais também desempenharam um papel em algumas nóxios (execuções) que foram organizadas como reconstruções de mitos e acontecimentos históricos. As naumaquias faziam parte dos espectáculos, mas se estas tinham lugar no próprio anfiteatro ou num lago construído expressamente por César Augusto é um tema de debate entre os historiadores. Segundo Dião Cássio, terão ocorrido na inauguração duas naumaquias, uma no anterior lago, com centenas de combatentes, e outra necessariamente menor já no próprio anfiteatro.
Só chegaram até aos nossos dias os relatos de três autores contemporâneos ou pelo menos próximos da data dos acontecimentos. Os trabalhos de Suetónio e Dião Cássio se centram nos grandes acontecimentos, enquanto que Marco Valério Marcial proporciona alguns fragmentos de informação sobre jogos ditos pontuais e o único registo pormenorizado de um combate de gladiadores na arena que chegou aos nossos dias: a luta entre Vero e Prisco.

## Antes dos jogos

### Construção do Coliseu

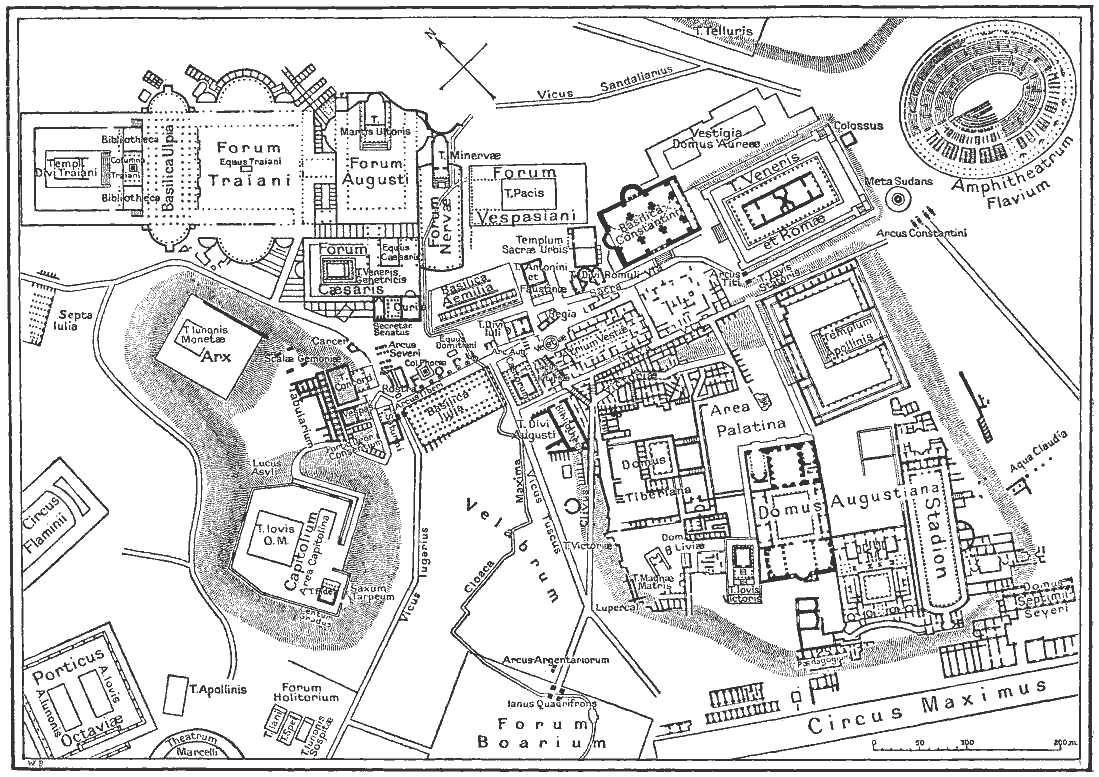
Mapa da Antiga Roma, com o Anfiteatro Flávio a nordeste do núcleo urbano

A construção do Coliseu começou sob ordem de Vespasiano numa área que se encontrava no fundo de um vale entre as colinas de Célio, Esquilino e Palatino. O lugar fora devastado pelo Grande incêndio de Roma do ano 64, durante a época de governo do imperador Nero, e mais tarde havia sido reurbanizado para o prazer pessoal do imperador com a construção de um enorme lago artificial, da Casa Dourada (em latim: Domus Aurea), situada num complexo de uma villa, e de uma colossal estátua de si mesmo.
Vespasiano, fundador da dinastia Flaviana, decidiu aumentar o moral e auto-estima dos cidadãos romanos e também cativá-los com uma política de pão e circo, demolindo o palácio de Nero e construindo uma arena permanente para espectáculos de gladiadores, execuções e outros entretenimentos de massas. Vespasiano começou a sua própria remodelação do lugar entre os anos 70 e 72, possivelmente financiada com os tesouros conseguidos depois da vitória romana na Grande Revolta Judaica, no ano 70. Drenou-se o lago e o lugar foi designado para o Coliseu. Reclamando a terra da qual Nero se apropriou para o seu anfiteatro, Vespasiano conseguiu dois objectivos: Por um lado realizava um gesto muito popular e por outro colocava um símbolo do seu poder no coração da cidade. Mais tarde foram construídos uma escola de gladiadores e outros edifícios de apoio dentro das antigas terras da Casa Dourada, a maior parte da qual havia sido derrubada.
Vespasiano morreu mesmo antes de o Anfiteatro Flávio (Amphitheatrum Flavium) ser concluído. O edifício tinha alcançado o terceiro piso e Tito foi capaz de terminar a construção tanto do Coliseu como dos banhos públicos adjacentes (que são conhecidos como as Termas de Tito) apenas um ano depois da morte de Vespasiano.

### Mandato de Tito
No momento em que o Coliseu já havia sido terminado, o curto reinado de Tito tinha feito frente a vários desastres num breve intervalo: em apenas dois meses desde a morte de Vespasiano, o Monte Vesúvio havia entrado em erupção, destruindo Pompeia, Herculano, Estábia e Oplontis; um incêndio havia assolado a cidade de Roma durante três dias e três noites, causando danos substanciais e destruindo o Templo de Júpiter, que tinha sido restaurado recentemente por Vespasiano; e houvera um surto de peste que era o pior que a cidade tinha vivido. Para celebrar a finalização do Coliseu e das termas, e provavelmente numa tentativa de acalmar tanto o público romano como os deuses, Tito levou a cabo uns jogos que duraram mais de cem dias, talvez para tentar apaziguar o público romano e os deuses.

## Veações
As veações ou pelejas de animais foram parte central dos jogos e normalmente eram feitas de manhã. Dião Cássio diz que no decurso dos jogos inaugurais "animais, tanto treinados como selvagens, pereceram até alcançar o número de nove mil; e as mulheres (de nenhuma proeminência, não obstante) tomaram parte nestas mortes". Eutrópio, escritor da segunda metade do século IV, afirma que 5000 animais foram mortos durante os Jogos.
Cássio e Marcial fazem referência a alguns dos animais que se utilizaram. Cássio fala da caça de grous e outra na qual apareceram quatro elefantes, Marcial menciona elefantes, leões, leopardos, pelo menos um tigre, lebres, porcos, touros,[a] ursos, javalis, um rinoceronte, um búfalo e um bisonte. Podem ter sido utilizados outros animais exóticos que não se mencionam nas fontes. Por exemplo, era habitual utilizar avestruzes, camelos e crocodilos em jogos quotidianos. É pouco provável que se utilizassem girafas, já que o único caso registado no qual aparece este animal é quando Júlio César, levou uma girafa para Roma em 46 a.C. e não voltaria a registar-se um novo caso em Europa até o da girafa de Medici, em 1486. Embora os hipopótamos estivessem pela primeira vez em Roma no ano 58 a.C., e foram tão impressionantes que se detalham nos Jogos de César Augusto e Cómodo, não há menção destes animais nos Jogos de Tito.

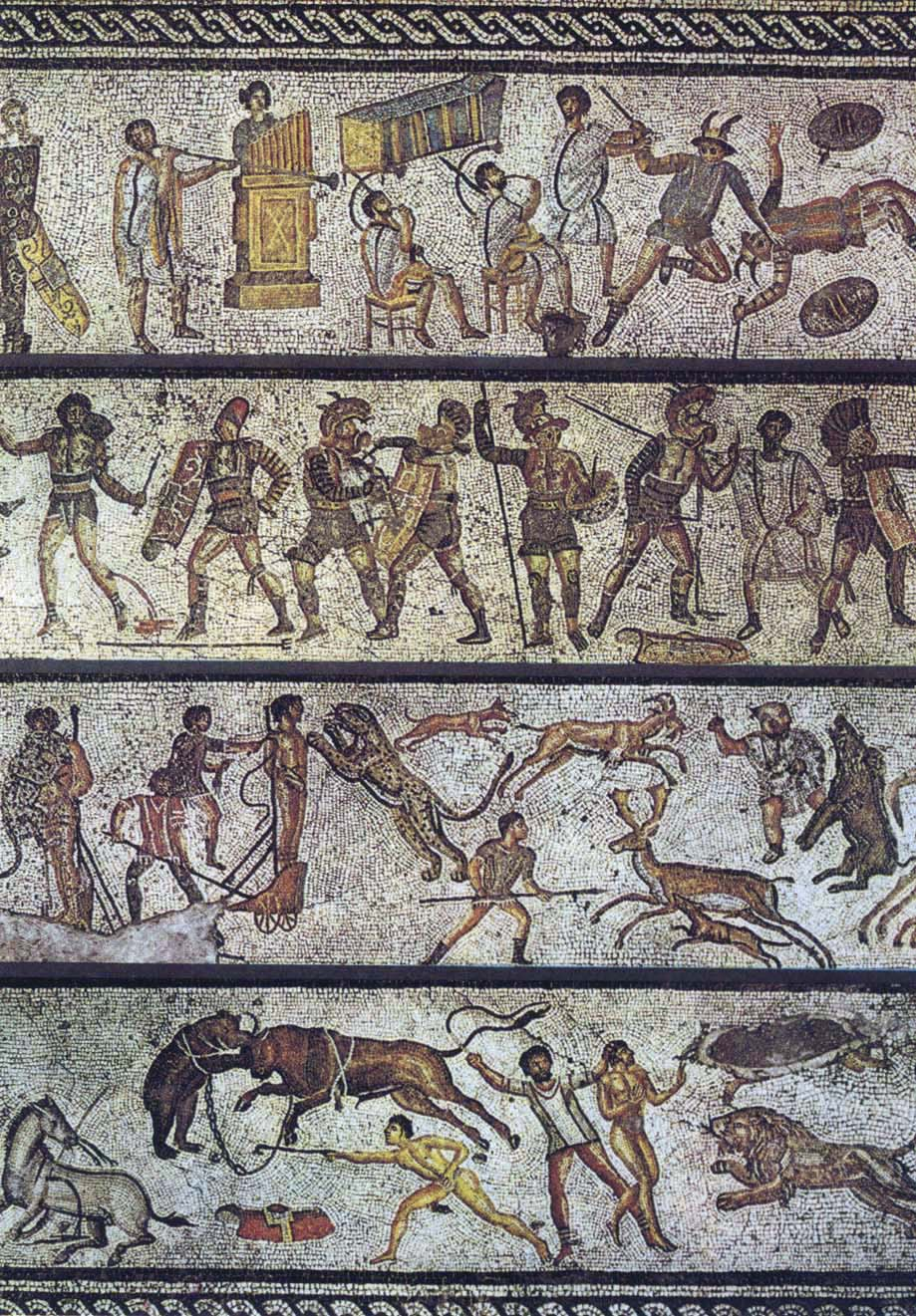
Este mosaico de Pompeia representa alguns dos espectáculos dos Jogos

Segundo as notas de Marcial, houve uma competição entre um elefante e um touro, ganha pelo primeiro. Depois da sua vitória, o elefante ajoelhou-se diante de Tito, o que pôde ter sido parte do próprio treino do animal, mas Marcial atribuiu o facto a um reconhecimento espontâneo do poder do Imperador. O poeta latino também menciona um touro que, depois de ter sido enfurecido com a utilização de fogos no Coliseu, foi golpeando diversos objetos ao longo da arena até finalmente ser morto por um elefante; mas não há nada que sugira que estes dois epigramas descrevam o mesmo acontecimento, já que as pelejas entre diferentes animais eram comuns e ao longo de cem dias de eventos poderão ter-se produzido em muitas ocasiões lutas entre um elefante e um touro.
Nos relatos de Marcial diz-se que alguns animais não cooperavam. Num caso menciona-se que uns leões fizeram pouco caso da sua presa, embora de novo se atribua o acontecimento a uma manifestação do poder de Tito sobre as bestas.[b]
[...] os leões de César são conquistados pela sua presa e a lebre fica segura nas imensas mandíbulas.
Os rinocerontes também eram animais difíceis de manejar. Um rinoceronte começou desfilando na arena, mas enfureceu-se e atacou um touro para divertimento da multidão. Mais tarde, quando se supunha que iria lutar, o animal já se tinha acalmado. Deveria enfrentar homens armados com lanças e uma multitude de diversos animais, mas o rinoceronte teve que ser espicaçado por "temerosos treinadores" até que o animal se decidiu a contra-atacar e enfrentar os lutadores:[c]
Enquanto os domadores provocavam assustados um rinoceronte e se ia aumentando durante longo tempo a fúria da terrível fera, desesperavam de conseguir o combate anunciado. Mas por fim voltou o furor que se lhe conhecia de antes. Com o seu duplo corno levantou um pesado urso (…). Com um golpe certeiro dirigiu a forte destra do todavia jovem Carpóforo os dardos de Nórica. Aquele levantou facilmente com seu cerviz um par de novilhos e ante ele se renderam um feroz búfalo e um bisonte; e um leão, fugindo dele, veio a cair de bruços sobre as armas.
Carpóforo era um especialista bestiário, ou seja, nos combates contra animais nos jogos, e que é mencionado de novo por Marcial comparando-o a Hércules. Marcial elogia as suas capacidades em seus combates contra um urso, um leopardo e um leão "de tamanho sem precedentes". Um friso do Templo de Vespasiano e Tito, situado no Fórum Romano, mostra acontecimentos similares a esses descritos por Marcial. Dois jogos de decoração separados mostram um rinoceronte que enfrenta um touro e um bestiário, possivelmente Carpóforo, com uma lança, lutando contra um leão e um leopardo. Carpóforo não é o único lutador digno de menção: outro dos epigramas de Marcial refere uma mulher que foi capaz de emular a façanha que realizou Hércules ao matar o Leão da Nemeia.
Enquanto os treinadores do rinoceronte puderam ter tremido de medo pensando em qual seria o seu destino se o seu animal não obedecesse e não oferecesse o espectáculo ao público, e enquanto outro treinador era atacado pelo seu leão, outros conseguiram maiores êxitos. Um treinador conseguiu que a sua tigresa, fosse capaz, por um lado, de se aproximar para lamber a sua mão, e por outro atacar e esquartejar um leão em pedaços, o que Marcial descreve como "uma nobreza que não se tinha conhecido nunca antes". Também parece que a multidão entrou em júbilo quando um touro (talvez montado por um bestário) foi alçado no ar na arena, embora Marcial nos ofereça poucas pistas sobre a natureza deste espectáculo em  particular.

## Execuções
As execuções eram um evento comum nos jogos. Estas eram feitas à volta do meio-dia como um intermédio entre as veações das sessões da manhã e os combates de gladiadores pela tarde. Embora as execuções fossem vistas como um símbolo do poder de Roma, as classes mais altas normalmente aproveitavam este momento para deixar o anfiteatro para comer. Tal é assim que o imperador Cláudio chegou a ser criticado por alguns autores por não o fazer - o que induz a pensar que é pouco provável que Tito tivesse permanecido observando esta parte do espectáculo. As execuções de desertores, prisioneiros de guerra, e criminosos de classes inferiores realizavam-se normalmente mediante crucificações ou damnatio ad bestias, no qual os condenados enfrentavam animais selvagens. Cipião Emiliano Africano foi o primeiro a executar criminosos deste modo em 146 a.C., ano no qual condenou os desertores do seu exército à morte perante feras selvagens. Estas execuções organizavam-se muitas vezes de maneira a que recreassem alguma cena trágica da história ou da mitologia romana, na qual o criminoso tinha o papel da vítima que morria às mãos de bestas selvagens. Marcial regista uma execução, uma versão de Lauréolo, de Caio Valério Catulo, no qual um bandido é executado mediante o método da crucificação. Para os Jogos adaptou-se uma versão da lenda de Prometeu, cujo fígado era devorado por uma águia diariamente. Os elementos da crucificação de Catulo permaneceram intactos, mas a águia da lenda de Prometeu foi substituída por um javali:
Tal como Prometeu, atado nas rochas de Cítia, alimentou com seu fígado potente a águia pontual, assim Lauréolo, preso realmente a uma cruz, apresentou suas entranhas desnudadas ao urso de Caledónia. Os seus músculos lacerados palpitavam nos seus membros sangrantes, e em todo o seu corpo não havia corpo por nenhuma parte. Por fim recebeu o castigo que merecia: o culpado havia cruelmente cravado uma faca no pescoço do seu pai ou no do seu dono; ou em sua loucura tinha roubado o ouro sagrado dos templos; ou te havia aplicado a ti, Roma, as teias incendiárias. O criminoso havia superado as atrocidades referidas pela antiga lenda, e por isso o que era uma obra para ele foi uma execução.
Outra das execuções foi encenada como um cruel episódio na história de Orfeu, que supostamente encantava as plantas e as flores com sua música depois de ter perdido Eurídice. Na versão que se apresentou ao público nos jogos inaugurais, as árvores e os animais eram encantados como na história, excepto por um urso que não respondeu ao encantamento e acabou com o prisioneiro. É provável que se planeasse a cena como uma fase prévia, antes de o urso ser solto para acabar com o criminoso que era obrigado a fazer de Orfeu, e ao qual possivelmente tinham sujeitado previamente para impedir a fuga. As reinterpretações irónicas dos mitos eram algo populares: além do fracasso de Orfeu a encantar as bestas, Marcial também menciona um "Dédalo" que foi feito em pedaços por outro urso enquanto troça dele dizendo "como haverias querido ter tuas plumas agora?".
Marcial também sugere a violação de uma mulher por um touro, no que seria a recreação do mito de Pasífae.  Nero aparentemente tinha oferecido um entretenimento similar no qual utilizaram um actor disfarçado de touro para realizar o acto sexual, embora neste caso Marcial assegure que o evento levado a cabo nos jogos originais era autêntico.

## Combates, caça e corridas

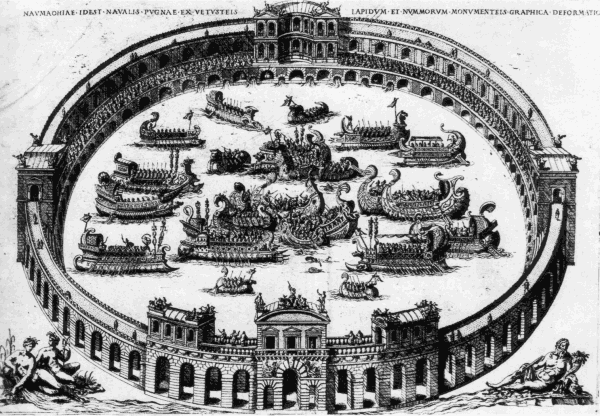
Os espectáculos de naumaquia puderam ter acontecido no anfiteatro, mas a sua colocação em cena apresentaria muitas dificuldades

Cássio, Suetónio e Marcial fazem referência também a espectáculos de naumaquia (naumachiae em latim), que a seu vez é o termo grego habitualmente usado para fazer referência ao que os romanos também denominavam navalia proelia: recreações de famosas batalhas marítimas. Enquanto que Dião Cássio afirma que se utilizaram para este propósito tanto a naumachia construída por César Augusto como o próprio anfiteatro, que tinham sido inundados para dois espectáculos distintos, Suetónio só afirma que o evento teve lugar no velho lago artificial (que tinha sido o de Augusto). Marcial, por seu lado, não especifica onde tiveram lugar estes espectáculos, mas é claro que segundo esse autor o local no qual estiveram tinha a possibilidade de ser inundado e esvaziado de forma deliberada:

Se vens aqui de uma terra distante, um espectador tardio para quem este é o primeiro dia do sagrado espectáculo, que a guerra naval não te engane com seus navios, e a água como o mar: aqui até há pouco havia terra. Poderás acreditar? Olha enquanto as águas cansam Marte. Mas em pouco tempo estarás dizendo "Mas aqui há pouco havia um mar."
Parece que teria sido difícil inundar o anfiteatro mas, dado que há poucos registos sobre as obras do Coliseu, é impossível saber se tiveram lugar as batalhas navais ou não. Suetónio escreve que Domiciano, irmão e sucessor de Tito, encenou batalhas navais no anfiteatro, mas tinha feito modificações na estrutura, entre as quais provavelmente pôde estar o hypogeum, um complexo de passadiços subterrâneos que teria permitido que a arena fosse inundada e drenada rapidamente. Enquanto Suetónio só indica que as recreações navais tiveram lugar em tempos de Tito, Dião Cássio oferece alguns dados:
Tito de repente encheu este mesmo cenário com água e trouxe cavalos e touros e alguns outros animais domesticados que tinham sido ensinados para comportar-se no líquido elemento de modo igual do que em terra. Também trouxe pessoas em navios, que se confrontaram numa batalha naval, representando os Corciranos contra os Corintos; e outros deram uma exibição similar fora da cidade no arvoredo de Caio e Lúcio, o lugar que Augusto uma vez escavou para este mesmo propósito.

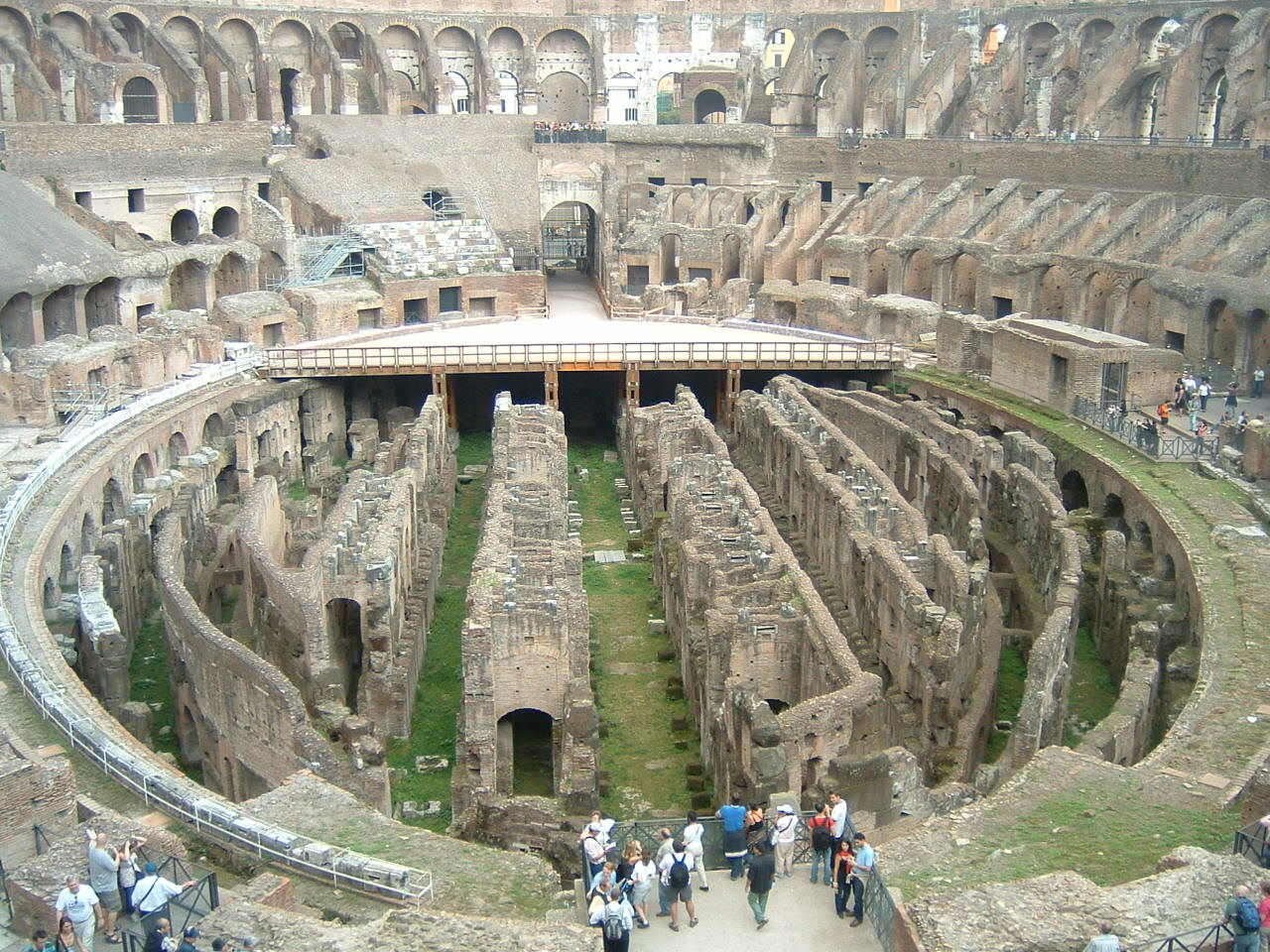
O hipogeu ao ar livre

Tanto Dião Cássio como Suetónio coincidem ao afirmar que tiveram lugar combates de gladiadores e exibições de caça de animais selvagens (veação), na área do lago artificial, embora volte a haver disparidades quanto aos detalhes. Dião diz que estes eventos tiveram lugar no primeiro dia, com o lago coberto com tábuas e com tribunas de madeira em seu redor, enquanto que Suetónio diz que os eventos ocorreram quando o lago foi esvaziado. Suetónio também afirma que 5 mil animais morreram num só dia nestas ocasiões. Não existindo nenhum registo dos animais que poderiam caçar-se neste tipo de espectáculos, sabe-se que eram muito populares os grandes animais exóticos, especialmente elefantes, grandes felinos e ursos, mas também se utilizavam animais mais pequenos, como pássaros, coelhos ou cabras.

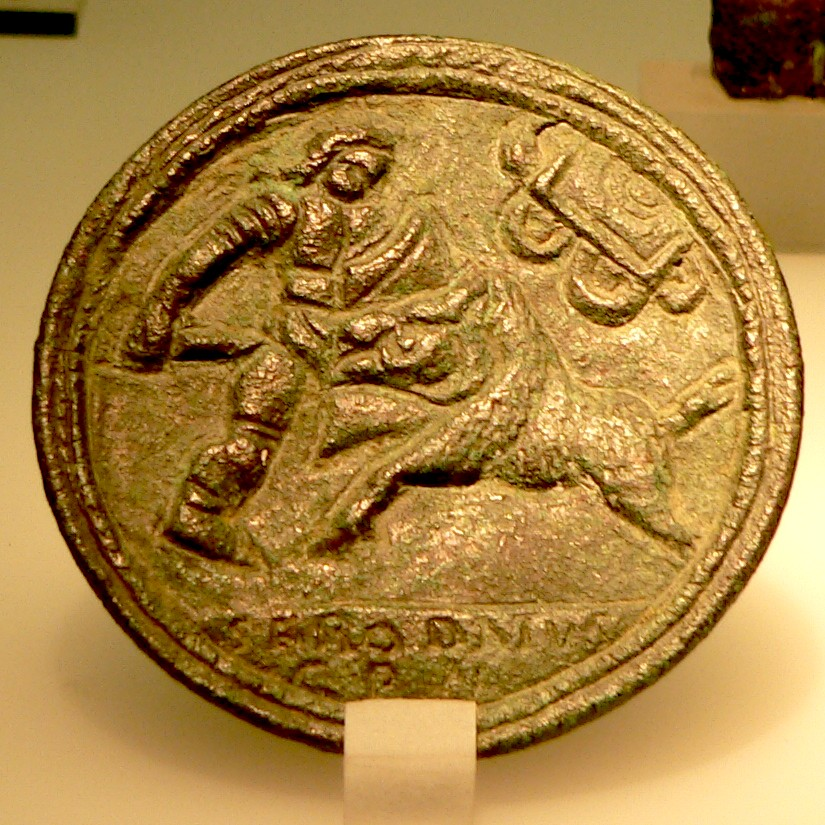
Ilustração de uma veação num medalhão de bronze. Um caçador enfrenta um javali

Suetónio comenta que quando Domiciano celebrou os seus próprios jogos houve outros entretenimentos além das "usuais corridas de carros de dois cavalos", o qual indica que essas corridas provavelmente eram parte dos jogos na época de Tito. Dião Cássio, por seu lado, indica que se celebrou uma corrida de cavalos durante o segundo dia dos jogos, embora não ofereça pormenores sobre o tipo de corrida.
O único relato que se estende nos acontecimentos específicos do terceiro dia é o de Dião Cássio, que afirma o seguinte:
…houve uma batalha naval entre três mil homens, seguida por uma batalha de infantaria. Os "atenienses" conquistaram aos "siracusianos" (eram os nomes usados pelos combatentes), fazendo um desembarque no ilhéu e assaltando e capturando uma muralha que tinha sido construída em redor do monumento.
Tal poderia sugerir de novo que o anfiteatro foi inundado, face ao monumento que faz referência ser um altar dedicado a Diana, a Plutão ou a Júpiter Lacial que poderia ter estado situado no centro da arena. No entanto, Plínio, o Velho menciona uma ponte que conectava com o lago de Augusto, sugerindo que poderia ter havido uma ilha também aí.

## Vero e Prisco

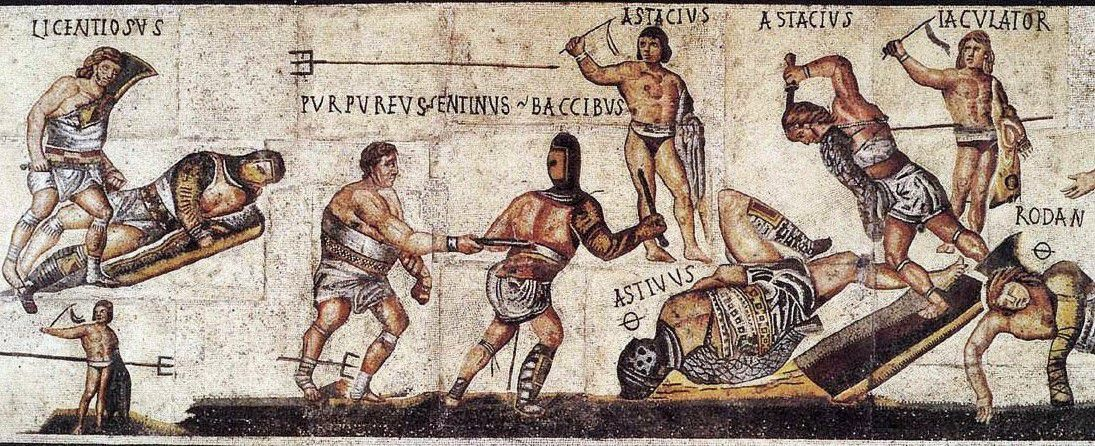
Gladiadores representados num mosaico tardio

A maioria dos combates de gladiadores que se celebraram não foram registrados de nenhum modo por as fontes escritas. Suetónio comenta que os jogos foram pródigos em esse tipo de espectáculos, e Dião Cássio diz ainda que houve tanto combates singulares como combates entre grupos. Há uma luta concreta, no entanto, que foi recolhida em seus escritos por Marcial, a que opôs os gladiadores Vero e Prisco:
Enquanto Prisco e Vero alargavam o confronto, e por longo tempo a luta foi igual em ambos os lados, altos e repetidos gritos reclamavam a liberdade para os homens; mas César seguiu a sua própria lei; era a lei de lutar com o escudo até que um dedo se alçasse: Fez o que lhe era permitido, muitas vezes deu comida e presente. Mas chegou-se ao fim com a mesma igualdade: Iguais a lutar, iguais a ceder. César enviou espadas de madeira e palmas a ambos: Portanto, a coragem e a habilidade receberam o seu prémio. Tal não teve lugar perante nenhum príncipe excepto tu, César: Quando dois lutaram, ambos foram vitoriosos.
Como de costume, o tom do epigrama é adulador da figura do imperador, mas oferece mais detalhes que qualquer outro relato sobre os jogos. Parece implicar que o empate era algo fora do comum nos combates de gladiadores a este nível, mas que neste caso Tito cedeu aos desejos da multidão, declarando o combate igual e oferecendo aos dois combatentes a sua liberdade (com a apresentação tradicional da espada de madeira). A forma tradicional de rendição nos combates de gladiadores consistia em o gladiador que abandonasse o combate levantar um dedo (ad digitum), sendo possível que neste caso ambos os homens levantassem os dedos à vez. Em qualquer caso, Marcial enfatiza no texto a decisão final de Tito, quem de forma igualitária e generosa alforria aos dois favoritos do público. O seu comentário acerca do facto só ter ocorrido durante o reinado de Tito provavelmente alude à declaração de ambos como vitoriosos, já que existem provas de que não eram do todo invulgares os combates nos quais não saía nenhum gladiador vitorioso (existia um empate), ou nos quais ambos saíam vivos: O treino e manutenção dos gladiadores era caro e, por isso, não eram sacrificados de modo ligeiro.

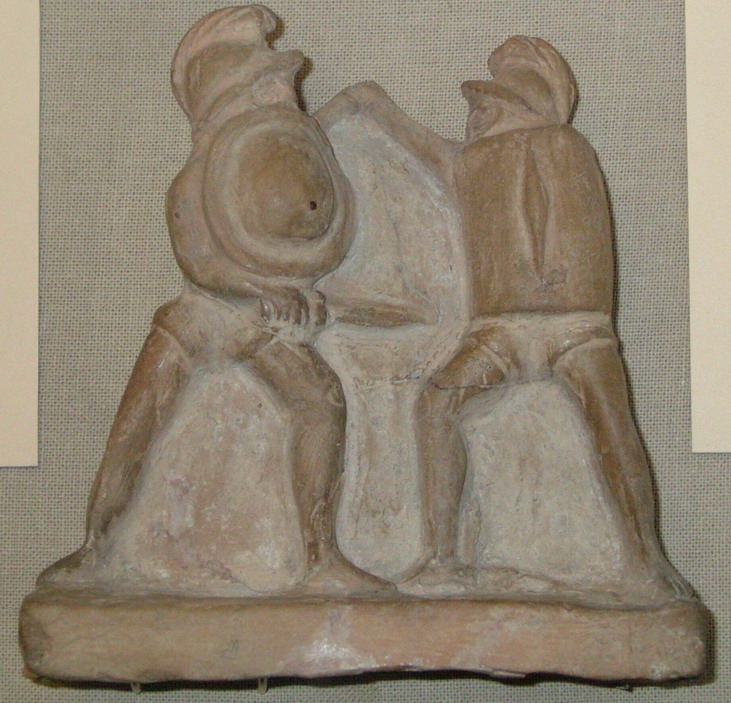
Fragmento de cerâmica na qual há um gladiador de tipo trácio lutando contra um hoplômaco

Além do relato de Marcial existem outras evidências que demonstram a existência de Vero e de Prisco. um cemitério do século I encontrado em Esmirna contém um túmulo de um gladiador chamado Prisco, e o nome de Vero aparece numa lápide de mármore de Ferentino, recordando o confronto entre ambos. Infelizmente, os detalhes sobre os combates de Vero não são legíveis. Em qualquer caso, e embora nenhum destes personagens seja comprovadamente um dos gladiadores Vero e Prisco mencionados por Marcial, servem pelo menos para testemunhar o uso desses nomes pelos gladiadores do Império.
A referência que Marcial faz à entrega de presentes repete-se no relato de Dião Cássio, que comenta que Tito atirava bolas de madeira à multidão a partir do seu assento no fundo norte da arena. Estas bolas levavam uma inscrição na qual se mencionava um presente, que poderia consistir em comida, roupas, escravos, animais, cavalos, gado, ou mesmo peças de ouro e prata. Qualquer um que capturasse uma dessas bolas podia entregá-la a um oficial que a trocaria pelo presente. Isto não era invulgar: Suetónio menciona que Nero fazia o mesmo, presenteando uns mil pássaros por dia, ou comida ou vales para diversos presentes extravagantes.

## Eventos posteriores
Alguns dos comentários que Suetónio realiza sobre o reinado de Tito mencionam os banhos e os eventos do anfiteatro. Como Tito morreu pouco depois do final dos jogos inaugurais do Coliseu, é provável que estes factos tenham tido lugar durante os dias da inauguração. Suetónio diz que Tito prometeu durante um dia ceder às preferências do público, e permitir que a multidão decidisse o destino dos gladiadores que competiam na arena. Tito admirava os trácios, ou gladiadores trácios,[d] e embora discutisse apaixonadamente com o público sobre os casos particulares, não deixou que as suas preferências invalidassem a sua promessa.
Fez com que alguns soplones e seus chefes foram açoitados e tivessem que desfilar pela arena. Alguns foram vendidos como escravos em leilão, e outros foram exilados "para as ilhas mais proibidas". Suetónio também comenta que Tito convidou alguns senadores a quem havia perdoado por terem conspirado contra ele a sentar-se consigo em alguns dos dias dos jogos e a que inspecionassem as espadas dos gladiadores, afirmação que se reforça em certo modo com as afirmações de Dião Cássio acerca de que não se condenou à morte nenhum senador romano durante o seu reinado.
Durante o último dos dias dos jogos inaugurais, Tito chorou diante do público do Coliseu. Segundo Dião Cássio, Tito morreu no dia seguinte, depois de ter dedicado oficialmente o anfiteatro e os banhos. Suetónio diz que partiu para os territórios sabinos depois dos jogos, mas que sofreu um colapso e morreu.